# Майдан Героїв Небесної Сотні
Майдан Героїв Небесної Сотні — площа в Основ'янському районі Харкова. Розташована з парного боку проспекту Героїв Харкова.

## Історія
У 18 столітті в районі сучасного майдану Героїв Небесної Сотні розташовувався в'їзд до Харкова. Наприкінці століття на місці фортечного валу з'явилася площа. Початково вона мала назву Михайлівська — за назвою Михайлівської церкви, збудованої в 1787 році за проектом Петра Ярославського, яка розташовувалася в південній частині майдану.
З 1814 року на площі зосередилася торгівля сіном, і Михайлівська отримала другу, неофіційну, назву — Сінна.
В 1833 році базар перенесли на територію сучасного Центрального ринку. На південній частині, що звільнилася, відбувалися народні гуляння, військові навчання та паради. Поруч розташовувалися казарми.
В 1866 році площа отримала назву Скобелевська — на честь генерала Російської імператорської армії Міхаїла Скобелева.
9 лютого 1919 року на площі було поховано Миколу Руднєва (його прах начебто перевезли з Царицина). Відтоді й аж до листопада 2015 року площа носила його ім'я — площа Миколи Руднєва.
У грудні 1959 року на площі був відкритий пам'ятник Миколі Руднєву за проєктом скульптора В. П. Воловика і архітектора Ф. Д. Якименка.

## Сучасна історія
Влітку 2014 року в покинутому будинку № 30 був створений соціально-культурний центр «Автономія», так званий сквот. В 2018 році було прийняте рішення про демонтаж будинку. Працівники КП «Житлокомсервіс» зіткнулись зі спротивом людей, що перебували в приміщеннях будинку.
9 квітня 2015 року Верховна Рада прийняла пакет законів «про декомунизацію України». В ніч на 11 квітня 2015 року невідомими особами був зруйнований пам'ятник Миколі Руднєву. Пізніше голова ХОДА Ігор Балута пост-фактум підписав розпорядження про демонтаж пам'ятника.
20 листопада 2015 року площу Руднєва було перейменовано на майдан Героїв Небесної Сотні.
В 2017 році громадський рух «Східний корпус» виступив з ініціативою по перепохованню праху Миколи Руднєва. Міська топонімічна комісія прийняла відповідне рішення. Але коли в грудні 2017 року могилу відкрили, вона виявилась порожньою. Історик Едуард Зуб припускає, що тіло Руднєва дістали з могили і знищили денікінці ще в 1919 році.

## Реконструкції
- В 2008 році здійснено капітальний ремонт та благоустрій майдану: відремонтовано фонтан, що не працював до того 15 років, встановлено лавки та нові ліхтарі.

- Наприкінці квітня 2011 року на громадських слуханнях було схвалено ідею реконструкції майдану, згідно з якою на площі мають замінити дорожнє покриття, оновити розмітку, встановити нові світлофори[6].

## Будівлі
- Будинок № 3 — Пам'ятка архітектури Харкова, охорон. № 325. Житловий будинок, 1913 рік, реконструкція архітектора Б. М. Корнієнка.
- Будинок № 4 — Харківська місцева прокуратура № 5[7].
- Будинок № 19 — Був започаткований як Клюб будівельників ім. Горького 20 липня 1927 року (проект Якова Штейнберга, І. Мілеєніса, І. Малозьомова). В 1958 році реорганізований у Будинок культури будівельників ім. Горького. Потім став комунальним закладом «Палац культури Основ'янського району». В 2019 році був перейменований у комунальний заклад культури «Муніципальний центр культури та аматорського мистецтва»[8]. В будівлі відбуваються вистави театру «Тимур», репетирує міський хор ветеранів війни і праці.
- Будинок № 22 — Пам'ятка архітектури Харкова, охорон. № 478. Житловий будинок, архітектор невідомий, 1896 рік.
- Будинок № 28 — Пам'ятка архітектури Харкова, охорон. № 355. Прибутковий будинок, архітектор М. Л. Мелетинський, 1910 рік.
- Будинок № 36 — Пам'ятка архітектури Харкова, охорон. № 324. В 1889—1902 роках за проектом Олексія Бекетова було зведено будівлю судових установлень, нині Апеляційний суд Харківської області, (за участі архітекторів Ю.С, Цауне та В. Хрустальова). Розташована в центрі майдану. У роки Другої світової війни зазнала пошкоджень, була відреставрована у 1946—1954 рр. У березні 2022 р. поруч з будівлею вибухнула російська авіабомба. Вибух пошкодив західний та північно-західний фасади.[9]

## Галерея

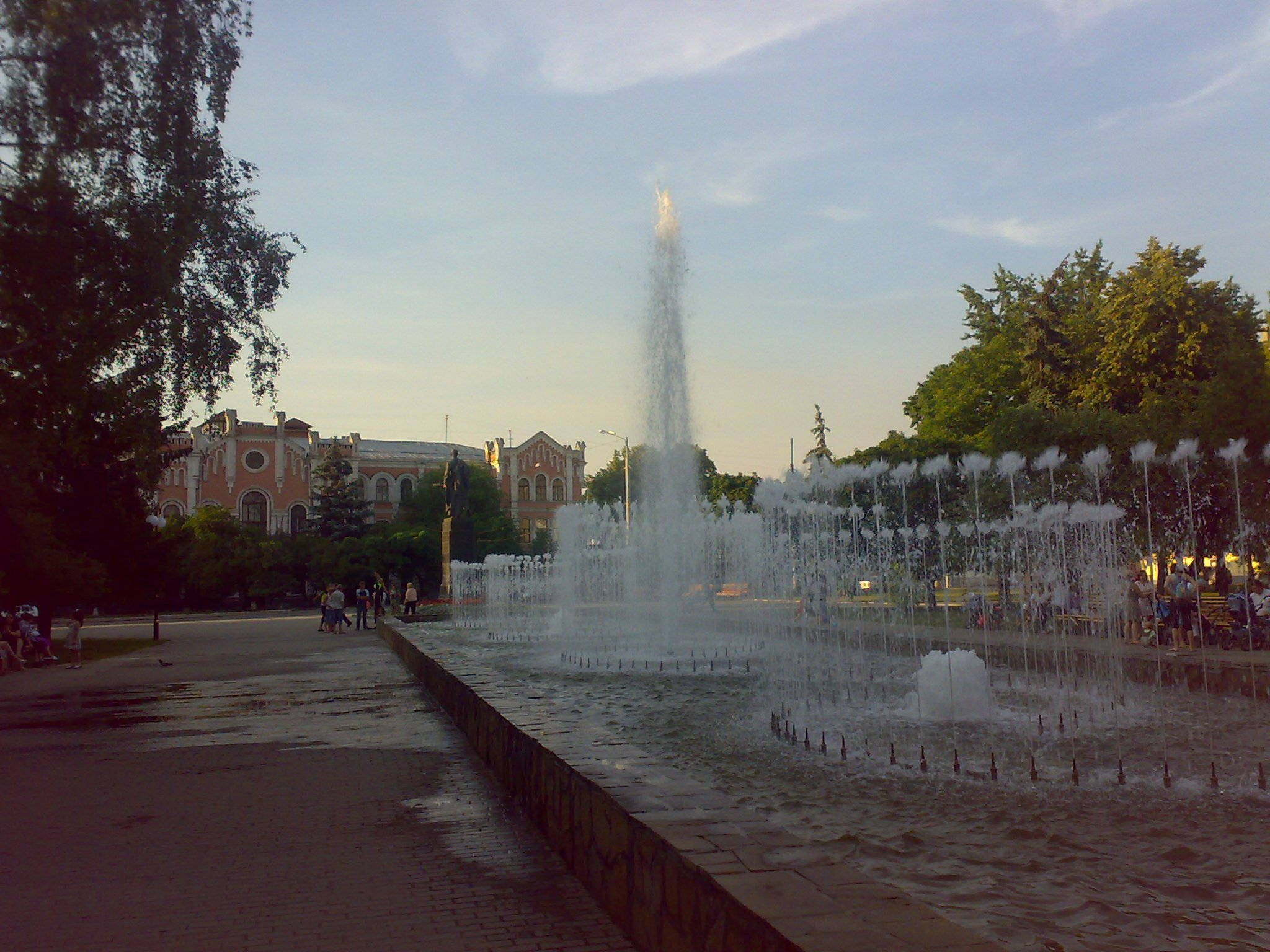
Фонтани на площі М. Руднєва. 2009 рік
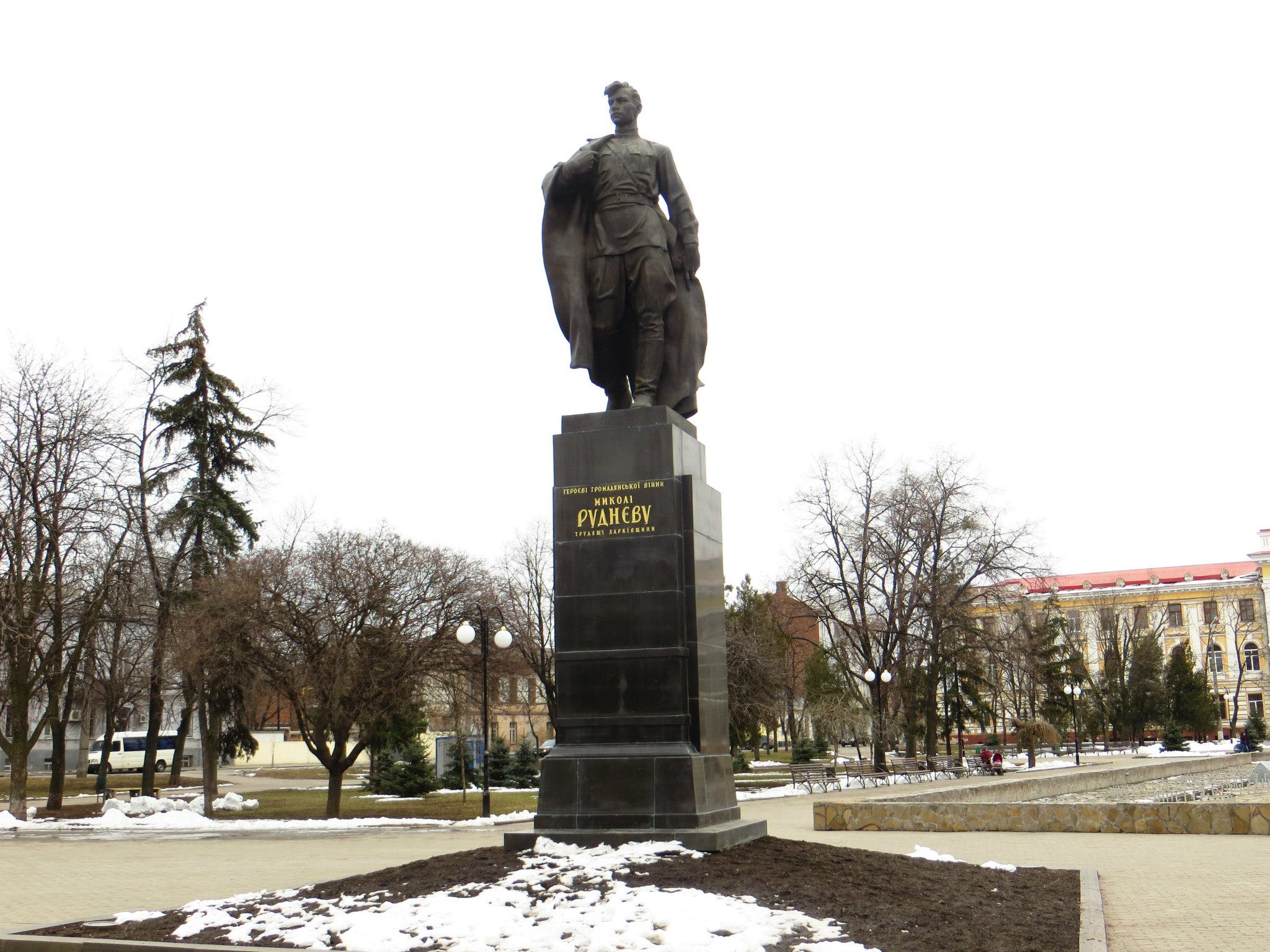
Пам'ятник М. О. Руднєву, що знаходився на майдані до 11 квітня 2015 року
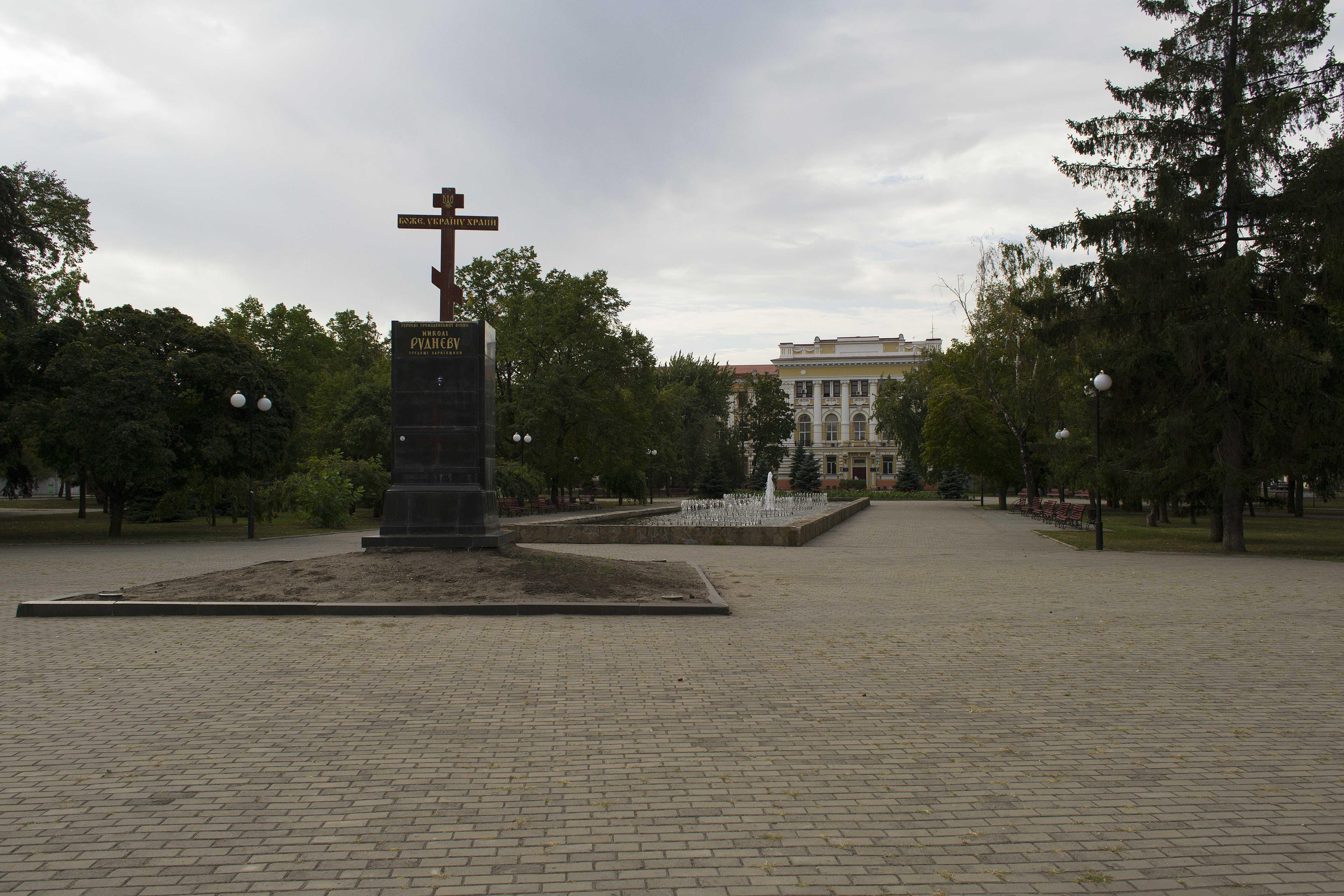
Хрест, встановлений на постаменті знесеного пам'ятника М. О. Руднєву
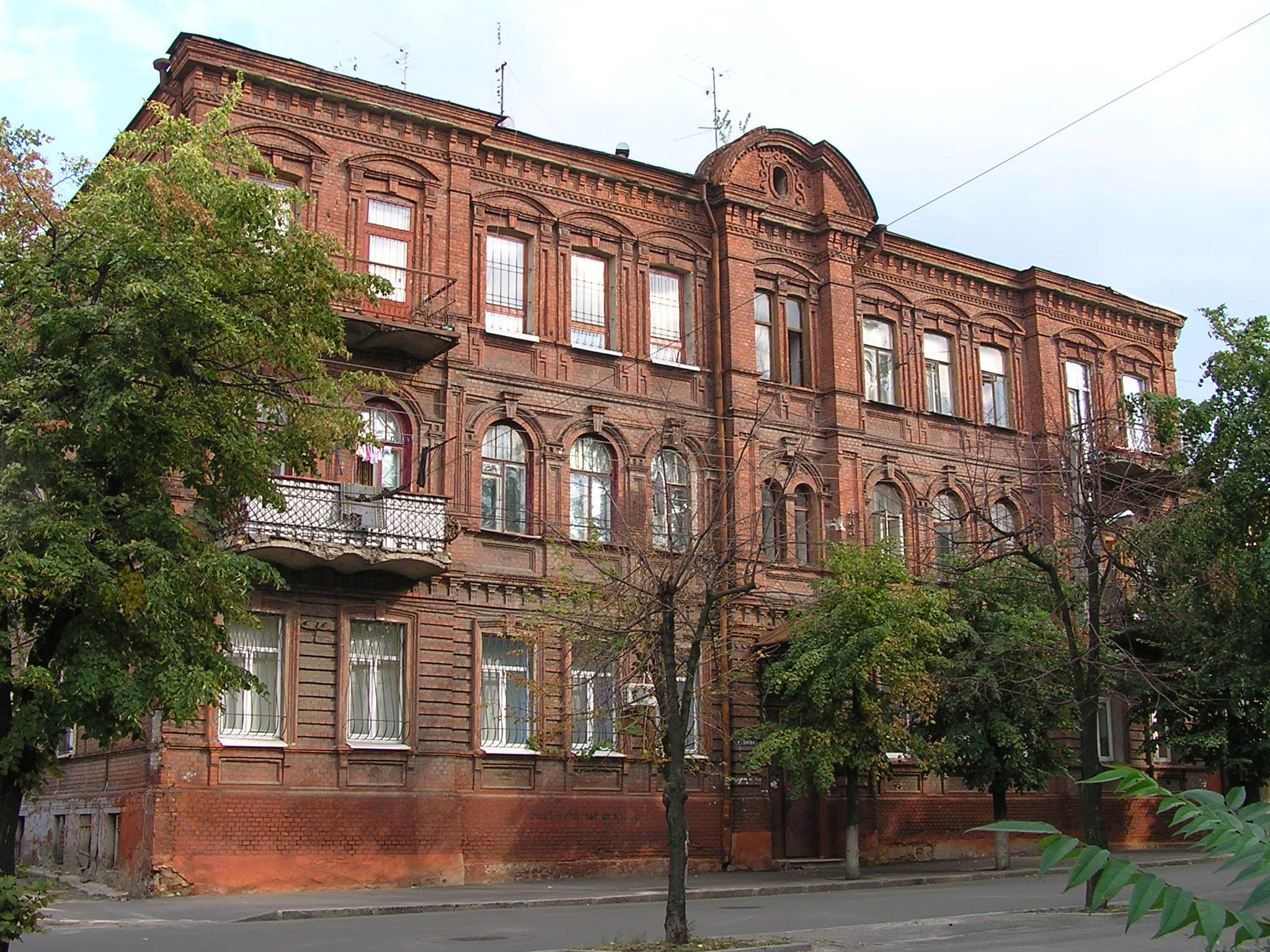
Житловий будинок № 22
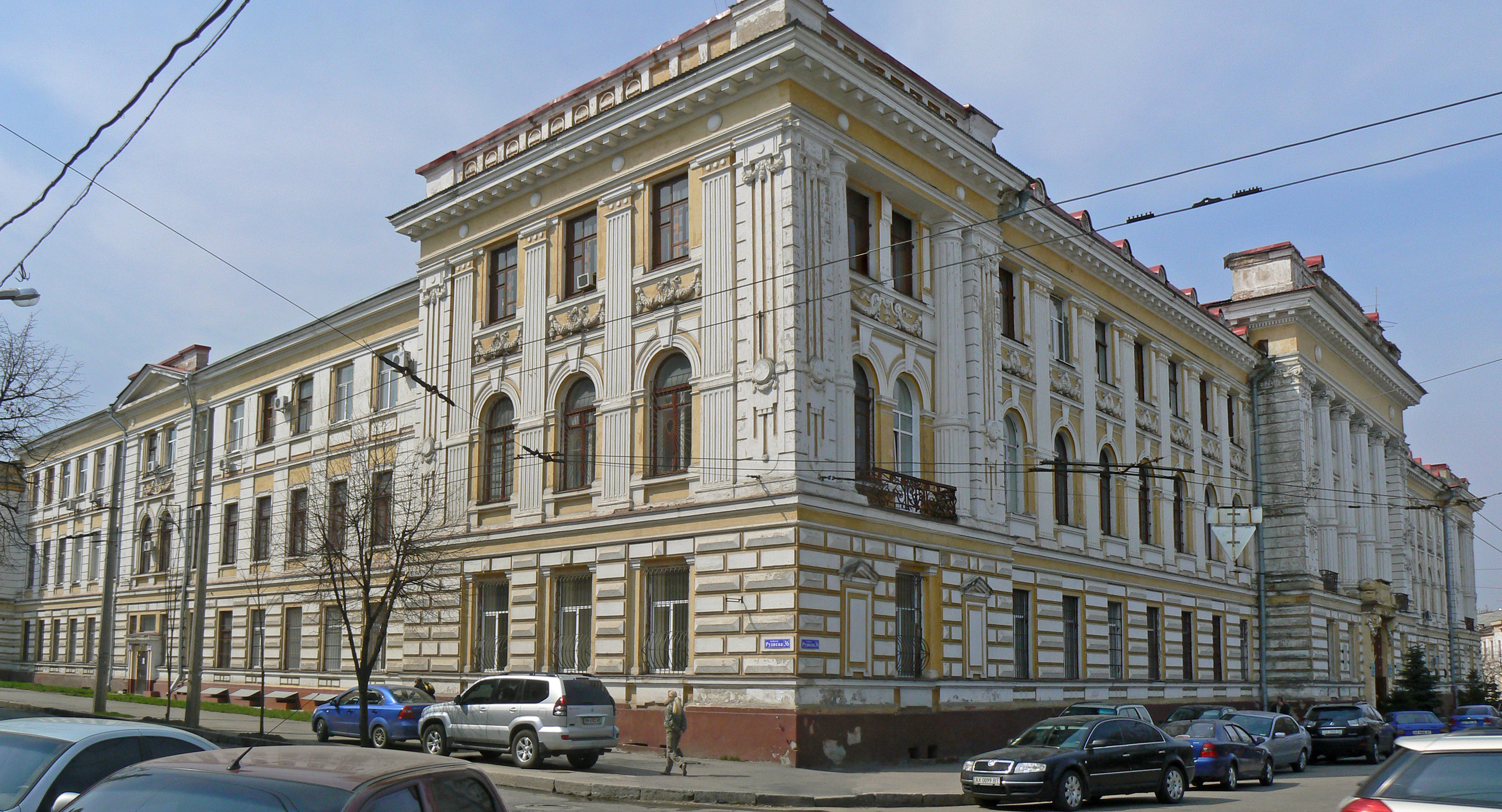
Будинок № 36. Апеляційний суд Харківської області